# Arnoldas Kulboka
Arnoldas Kulboka (ur. 4 stycznia 1998 w Mariampolu) – litewski koszykarz, występujący na pozycjach niskiego lub silnego skrzydłowego, reprezentant kraju, obecnie zawodnik Promitheas Patras.
W 2018, 2019 i 2021 reprezentował Charlotte Hornets podczas rozgrywek letniej ligi NBA w Las Vegas.
5 lipcda 2022 został zawodnikiem greckiego Promitheas Patras.

## Osiągnięcia
Stan na 22 lutego 2023, na podstawie, o ile nie zaznaczono inaczej.

### Drużynowe
- Mistrz Niemiec (2017)
- Zdobywca Pucharu Niemiec (2019)

### Indywidualne
- Najlepszy młody zawodnik:
  - Ligi Mistrzów (2018)
  - miesiąca ligi niemieckiej (luty 2017)
- Zaliczony do I składu najlepszych młodych zawodników ligi hiszpańskiej (2020)
- Uczestnik meczu gwiazd ligi greckiej (2022)

### Reprezentacja
Seniorska
- Uczestnik europejskich kwalifikacji do mistrzostw świata (2017/2018 – 1. miejsce)

Młodzieżowe
- Wicemistrz Europy U–18 (2016)
- Brązowy medalista mistrzostw Europy U–18 (2015)
- Uczestnik mistrzostw: 
  - świata U–19 (2017 – 6. miejsce)
  - Europy U–16 (2014 – 10. miejsce)